# 白根熊三

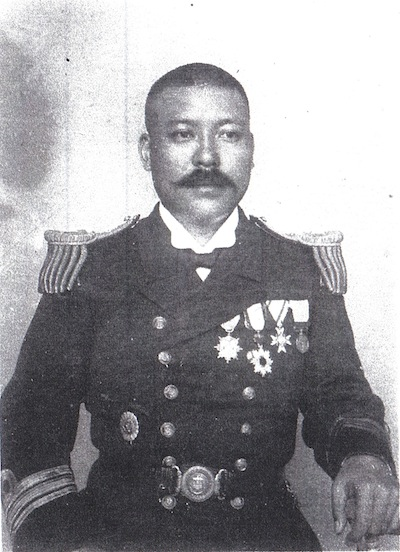
白根熊三

白根 熊三（しらね くまぞう、1876年（明治9年）1月2日 - 1939年（昭和14年）8月31日）は、日本の海軍軍人。最終階級は海軍中将。

## 経歴
山口県出身。1897年（明治30年）、海軍兵学校（24期）卒業。同期は海軍大将・大角岑生、同・山本英輔。

## 年譜
- 1897年（明治30年） - 海軍兵学校（24期）卒業、海軍少尉候補生
- 須磨乗組[1]
- 1898年（明治31年）1月23日 - 秋津洲乗組[1]
- 朝日乗組[2]
- 1901年（明治34年）3月8日 - 横須賀海兵団付[2]
- 1907年（明治40年） - 海軍大学校甲種学生（6期）卒業後、海軍少佐に任官
- 1917年（大正6年） - 「千歳」艦長
- 1919年（大正8年） - 「比叡」艦長
- 1920年（大正9年） - 「石見」艦長
- 1921年（大正10年） - 海軍少将・第一艦隊参謀長・連合艦隊参謀長
- 1924年（大正13年） - 海軍省教育局長
- 1925年（大正14年） - 海軍兵学校校長
  - 12月 - 海軍中将
- 1927年（昭和2年） - 予備役
- 1938年（昭和13年） - 後備役
- 1939年（昭和14年） - 死去

## 栄典・授章・授賞
位階
- 1901年（明治34年）12月17日 - 正七位[3]
- 1906年（明治39年）11月30日 - 従六位[4]
- 1916年（大正5年）12月28日 - 従五位[5]
- 1922年（大正11年）1月20日 - 正五位[6]
- 1925年（大正14年）12月28日 - 従四位[7]
- 1928年（昭和3年）1月23日 - 正四位[8][9]

勲章等
- 1905年（明治38年）11月30日 - 勲六等瑞宝章[10]
- 1906年（明治39年）4月1日 - 功五級金鵄勲章・勲五等双光旭日章・明治三十七八年従軍記章[11]
- 1912年（大正元年）11月21日 – 勲四等瑞宝章[12]
- 1915年（大正4年）11月7日 - 勲三等瑞宝章・大正三四年従軍記章[13]
- 1921年（大正10年）7月1日 - 第一回国勢調査記念章[14]
- 勲二等[9]
- 功五級[9]

## その他
- 山口県野久留米町の軍神広瀬中佐亡友展墓記念碑は、白根が書いた[要出典]。